# The Monsterican Dream
The Monsterican Dream è il secondo album dei Lordi uscito nel 2004.

## Tracce
1. Threatical trailer – 1:09
2. Bring It On (The Raging Hounds Return) – 4:35
3. Blood Red Sandman – 4:03
4. My Heaven Is Your Hell – 3:41
5. Pet the Destroyer – 3:51
6. The Children of the Night – 3:44
7. Wake the Snake – 3:45
8. Shotgun Divorce – 4:42
9. Forsaken Fashion Dolls – 3:43
10. Haunted Town – 3:13
11. Fire in the Hole – 3:28
12. Magistra Nocte – 1:33
13. Kalmageddon – 4:33

## Formazione
- Mr. Lordi – voce
- Amen – chitarra
- Kalma – basso
- Enary – tastiera
- Kita – batteria

## Classifiche
| Paese     | Posizione massima |
| --------- | ----------------- |
| Finlandia | 4                 |
| Germania  | 70                |